# Nanwan Shuiku
Nanwan Shuiku är en reservoar i Kina. Den ligger i provinsen Henan, i den centrala delen av landet, omkring 300 kilometer söder om provinshuvudstaden Zhengzhou. Nanwan Shuiku ligger 96 meter över havet. Arean är 38 kvadratkilometer. Trakten runt Nanwan Shuiku består till största delen av jordbruksmark. Den sträcker sig 17,4 kilometer i nord-sydlig riktning, och 13,3 kilometer i öst-västlig riktning.
Genomsnittlig årsnederbörd är 1 148 millimeter. Den regnigaste månaden är augusti, med i genomsnitt 198 mm nederbörd, och den torraste är december, med 15 mm nederbörd.